# Frank Knight (Wirtschaftswissenschaftler)
Frank Hyneman Knight (* 7. November 1885 im McLean County, Illinois; † 15. April 1972 in Chicago) war ein US-amerikanischer Wirtschaftswissenschaftler. Er gilt als Begründer der Chicagoer Schule der Ökonomie. 

## Leben
Nach diversen Studien wandte Knight sich an der Cornell University der Wirtschaftswissenschaft zu. Unter dem Titel „Risk, Uncertainty and Profit“ legte er eine Dissertation zur Theorie des Unternehmergewinns vor. Hierfür führte er die bis heute gültige Unterscheidung zwischen Risiko und Ungewissheit in die Wirtschaftstheorie ein. Risiken lassen sich berechnen, während unter Bedingungen der Ungewissheit kein Erwartungswert angegeben werden könne. Die volkswirtschaftliche Funktion des Unternehmers bestehe demnach darin, nicht berechenbare Unsicherheiten (Ungewissheit) einzugehen. Knight legte damit den Grundstein zur modernen Entscheidungstheorie und stellte die neoklassische Wettbewerbstheorie in ihrer verbindlichen Form dar.
Nach einer kurzen Zwischenstation in Iowa wirkte Knight von 1928 bis zu seinem Tod an der University of Chicago. In wenigen Jahren entwickelte er sich zur prägenden Persönlichkeit innerhalb seiner Fakultät und gilt fortan als Vater der sogenannten Chicagoer Schule (zusammen mit Jacob Viner).
Im Jahr 1950 stand Knight der American Economic Association als gewählter Präsident vor.

## Forschung
Frank Knight hat der ökonomischen Disziplin ein vielschichtiges und facettenreiches Werk hinterlassen: Es reicht von Beiträgen zur Kapitaltheorie, über Mikro- und Makroökonomie bis zur Methodologie. Er führte den englischsprachigen Leser in die „Grundsätze der Volkswirtschaftslehre“ Carl Mengers ein, obwohl er ihm einen „naiven Ökonomismus“ vorwarf. Auch übertrug er Max Webers „Wirtschaftsgeschichte“ ins Englische und legte damit die überhaupt erste Übersetzung eines Werks des deutschen Sozialwissenschaftlers vor. Der dem Umfang nach größte Teil seiner Schriften widmet sich jedoch sozialphilosophischen Themen wie Gleichheit, Freiheit, Demokratie, Gerechtigkeit, Ethik und sozialen Reformen.
1934 wurde Knight in die American Academy of Arts and Sciences gewählt. Er war unter anderem Lehrer von Milton Friedman, Nobelpreisträger für Wirtschaftswissenschaften und Begründer des Monetarismus.

## Ehrungen
- 1957: Francis-A.-Walker-Medaille der American Economic Association[2]

## Werke
- Risk, Uncertainty and Profit (1921)
- The Ethics of Competition and Other Essays (1935)
- On the History and Method of Economics (1956)